# ICloud
iCloud — интернет-сервис с поддержкой push-технологий, созданный компанией Apple. Сервис создан в качестве замены платного онлайн-хранилища MobileMe. Впервые был представлен 6 июня 2011 года вместе с iOS 5 в режиме бета-тестирования для разработчиков. Для пользователей сервис стал доступным 12 октября 2011 года.
На WWDC14 в качестве одной из составляющих iCloud был представлен более традиционный по своей сути iCloud Drive.
iCloud работает на серверах Microsoft Azure и Amazon Web Services.

## Компоненты
В состав сервиса iCloud входят следующие компоненты:
- Mail
- Контакты
- Календарь
- iCloud Drive
- Найти iPhone
- Заметки
- Напоминания
- Pages
- Numbers
- Keynote
- Фото
- Приглашения (включен в состав подписки iCloud +, представлено 04.02.2025)

## О сервисе
Сервис iCloud представляет реализацию облачного хранения данных, получить доступ к которым можно с устройства пользователя с операционной системой iOS (начиная с версии 5.0), OS Ⅹ (с версии Lion) или Windows (с версии Vista) по сети Интернет с использованием универсального идентификатора Apple ID, имеющегося у каждого покупателя iTunes Store. Каждому пользователю бесплатно предоставляется 5 гигабайт дискового пространства для хранения электронной почты, документов и резервных копий файлов.
Также сервис предоставляет возможность автоматической синхронизации с медиатекой в плеере iTunes, позволяя сохранить с помощью iCloud музыку, книги и приложения. Музыкальные композиции будут сканированы в медиатеке ваших устройств и по найденным совпадениям из 18 миллионов треков в магазине iTunes Store, через сервис iTunes Match, перенесёт их в вашу учётную запись. Использование iTunes Match обойдётся в $24.99 в год. C 4 декабря 2012 года, в связи с запуском в России (и в других 52 странах мира) iTunes Store, сервис iTunes Match также доступен российским пользователям. Годовая подписка стоит 799 рублей.
App Store и iBookstore позволяют загружать приобретённые программы и книги на все устройства пользователя, не ограничиваясь тем, с которого совершались покупки. Apple добавила возможность просматривать историю покупок и загружать оттуда любые программы или книги на любое устройство пользователя под управлением операционной системы Apple iOS.

### Почта
iCloud предоставляет возможность обмениваться сообщениями электронной почты. С момента запуска пользователям предоставлялись почтовые адреса @me.com (этот же домен использовался для MobileMe c 2008 года). С 19 сентября 2012 iCloud выдаёт адреса @icloud.com. Пользователи, зарегистрировавшиеся в iCloud до этой даты (а также бывшие подписчики MobileMe), могут использовать оба адреса. Пользователи Mac, перешедшие на MobileMe, а впоследствии iCloud, могут использовать все три адреса: @mac.com, @me.com и @icloud.com.
Помимо приложений Apple для OS X и iOS, пользователи могут получать доступ к сообщениям через веб-браузер, а также через стандартные протоколы IMAP и SMTP (например, в Microsoft Outlook).

### Найти моих друзей
Приложение «Найти моих друзей» (Find My Friends) является частью iCloud и позволяет находить местоположение ваших друзей, приятелей и коллег. На карте показывается ваше местоположение и одновременно всех ваших друзей, которые в настоящий момент находятся в сети. Необходимым условием «слежки» с помощью Find My Friends является подтверждение запроса на возможность обнаружения. Друзья добавляются с помощью приглашения, которое приходит на почту, а также видны в специальной вкладке в самой программе.

### Найти iPhone
Приложение «Найти iPhone, iPad, iPod touch или Mac» (Find My iPhone, iPad, iPod touch or Mac) позволяет найти любое устройство под управлением iOS или Mac OS, заблокировать его или удалённо стереть все данные. Для обнаружения нужно активировать эту функцию на самом устройстве, введя логин и пароль от учётной записи iCloud. Отключить функцию без ввода пароля невозможно, так что это может послужить защитой от кражи. Для работы нужно подключение к сети Интернет.

## Критика
В январе 2020 года, из-за отказа корпорации Apple от планов сквозного шифрования данных пользователей, российский предприниматель Павел Дуров назвал сервис iCloud «инструментом слежки», добавив, что «приложения, которые используют его для хранения ваших личных сообщений, также являются проблемой».